# Industriële Oeral - Arctische Oeral

Federaal District Oeral

Industriële Oeral - Arctische Oeral (Russisch: Урал промышленный - Урал полярный; Oeral promysjlenny - Oeral poljarny) is een megaproject van de overheid van Rusland, gericht op de verbinding van de industriegebieden van de Centrale Oeral en Noordelijke Oeral met de te ontwikkelen mijnbouwgebieden in de Subarctische Oeral en de olie- en gasgebieden in de Arctische Oeral, het schiereiland Jamal en het noorden van het West-Siberisch Laagland. 
De plannen werden opgenomen binnen een ander project: de Noorderbreedtespoorlijn, een herstart van de poolcirkelspoorlijn. Hierbij werden de activiteiten in de Noordelijke Oeral weggelaten. Na de inval in Oekraïne is dit project echter ook weer voorlopig stilgelegd om eerst de spoorlijnen van de delfstoffengebieden van Siberië met de Grote Oceaan te verbeteren.

## Geschiedenis
Het project werd officieel opgestart in mei 2005 tijdens een conferentie over de sociale en economische ontwikkeling van het Federaal District Oeral in Tsjeljabinsk, waarbij ook president Vladimir Poetin aanwezig was. In 2005 en 2006 werden een aantal verkenningen gedaan om te zien hoe het project moet worden vormgegeven. Vanwege de grote economische belangen hebben inmiddels vele Russische en ook enkele buitenlandse bedrijven aangegeven interesse te hebben om te investeren in het project. Ook wordt het project gedurende de eerste jaren financieel gesteund door de Russische overheid en heeft de politieke partij Verenigd Rusland het als een "prioriteit" bestempeld voor haar leden. De kosten van het project werden in 2007 door de Oeralse afdeling van de Russische Academie van Wetenschappen geraamd op ongeveer 500 miljard roebel (ongeveer 14,3 miljard euro), waarvan 90 miljard roebel (ongeveer 2,6 miljard euro) in de infrastructuur. Er zouden meer dan 65.000 mensen benodigd zijn voor de realisatie van het project.
In het Federaal District Oeral liggen grote reserves aan delfstoffen zoals een derde van alle bewezen voorraden van minerale brandstoffen, een tiende van alle houtvoorraden en praktisch alle aardgasvoorraden (ongeveer 26% van de wereldvoorraden). Het heeft ook een hoog aandeel in de productie van aardgas (92%), aardolie (68%), zo'n 40% van het staal en ijzerhoudende materialen, 45% van het geraffineerde koper, 40% van de aluminium en bijna 10% van de machinebouw.

## Doelen
De doelen van dit project zijn:
- het toegankelijk maken van nieuwe mijnbouwgebieden voor de binnenlandse industriële vraag tot 2050 en daarmee de afhankelijkheid van de import van dergelijke grondstoffen verminderen;
- het verbeteren van de transportmogelijkheden in het gebied om het beter aan te laten sluiten op de rest van het transportnetwerk van Rusland;
- het verbeteren van de economische integratie van de deelgebieden van Rusland die aan het project deelnemen, het diversificeren van hun economieën en het versterken van de economie;
- het vergroten van de bijdrage aan het bruto binnenlands product (bbp) van het land, verbetering van de sociale problemen door een versnelde ontwikkeling van de sectoren energetica, machinebouw en metallurgie en het vergroten van de effectiviteit van het exportpotentieel van de Oeral, West-Siberië en Rusland als geheel.

## Transportverbindingen
Het project is gericht op een betere ontwikkeling van het Oeralgebied en West-Siberië en wil daarvoor de transportverbindingen tussen het noorden en het zuiden verbeteren, voornamelijk door de aanleg van spoorlijnen. De centrale assen hiervoor moeten worden gevormd door twee spoorlijnen:
- een spoorlijn tussen Poloenotsjnoje (ten noorden van Ivdel) in het noorden van de oblast Sverdlovsk en Obskoj (of Obskaja) (ten westen van Salechard) in het oosten van het autonome district Jamalië;
- een spoorlijn van Obskoj via Salechard over de Ob naar de westelijker gelegen oliestad Nadym.

Andere spoorlijnen en wegen die in kader van dit project worden aangelegd zijn:
- het voltooien van de spoorlijn Obskoj-Bovanenkovski door Gazprom, met een daaropvolgende verlenging naar de haven van Charasavej (200 kilometer);
- een spoorlijn van Korottsjajevo (Jamalië) naar Igarka (kraj Krasnojarsk) met een mogelijke verlenging naar Doedinka en Norilsk;
- een weg van Tjoemen via Oeraj en Agirisj naar Salechard;
- een weg van Perm via Serov en Chanty-Mansiejsk naar Tomsk (de Noordelijke Oost-Westverbinding).